# Palais de la Découverte
Het Palais de la découverte is een wetenschapsmuseum in het centrum van Parijs, in het 8e arrondissement aan de Avenue Franklin-D.-Roosevelt. Het is gehuisvest in de westelijke vleugel van het 19e-eeuwse Grand Palais.
Het museum werd opgericht in de aanloop naar de Exposition Internationale des Arts et Techniques dans la Vie Moderne die in 1937 in Parijs doorging. Eerste curatoren waren Nobelprijswinnaar Jean Perrin en Jean Rostand (voor de sectie biologie). In 1938 besloot de Franse regering de expositie die initieel tijdelijk was voorzien om te vormen tot een permanent museum.
Er zijn permanente opstellingen, met interactieve demonstraties rond wiskunde, fysica, astronomie, chemie, geologie en biologie. Het museum kent ook een planetarium met een Zeiss-projector en een koepel van 15 meter. Techniek en wetenschappen wordt in Parijs behandeld door het complementaire Musée des Arts et Métiers.
Sinds begin 2010 is het museum gefusioneerd met de Cité des sciences et de l'industrie, gelegen in het Parc de la Villette. Beide musea samen presenteren zich als twee sites van Universcience.
Het museum telt jaarlijks zo'n 600.000 bezoekers en heeft een expositieruimte van 25.000 m². Dichtstbijzijnde metrostations zijn Champs Élysées - Clemenceau en Franklin D. Roosevelt.

## Galerij

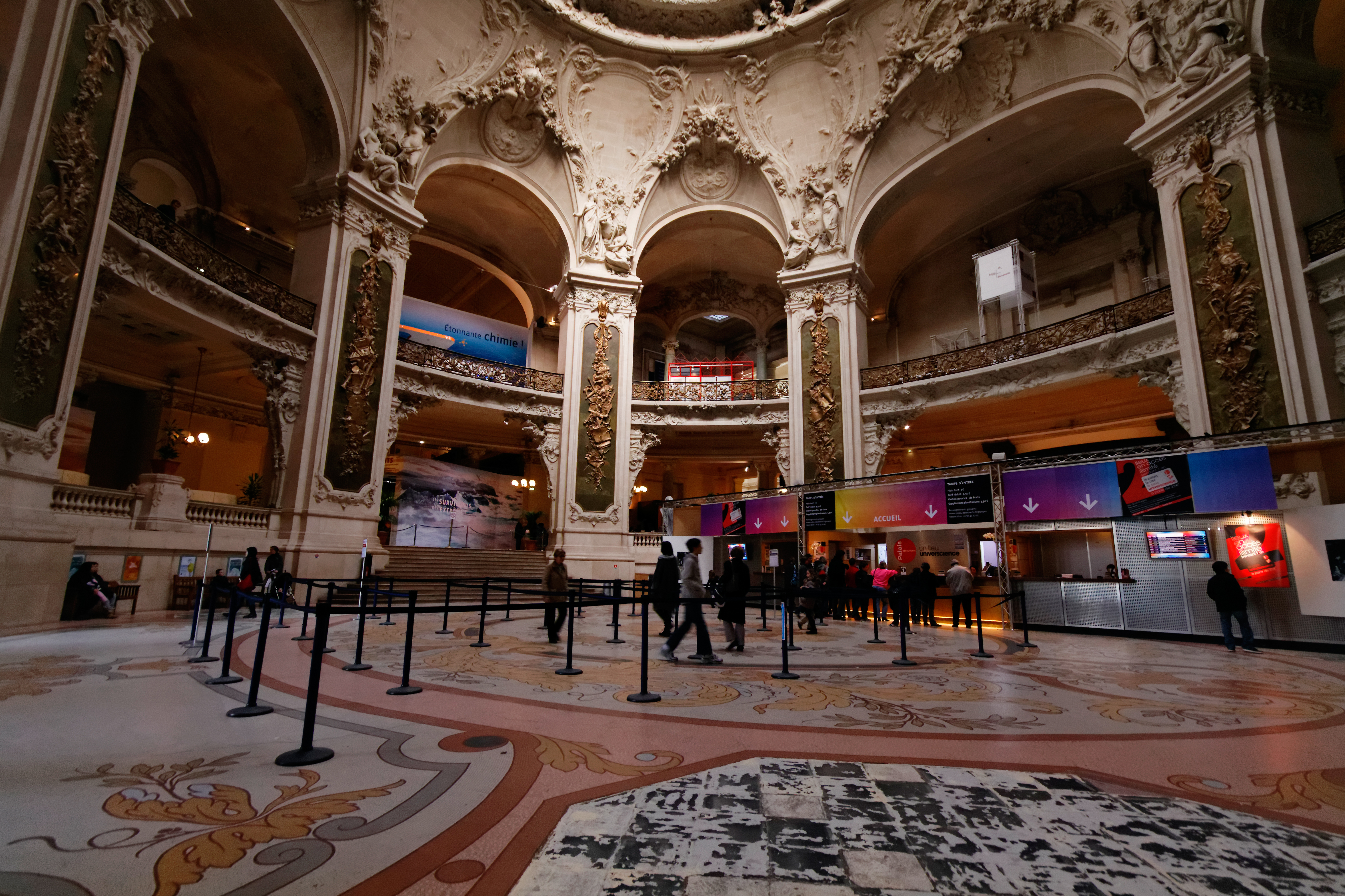
Inkomhal van het museum
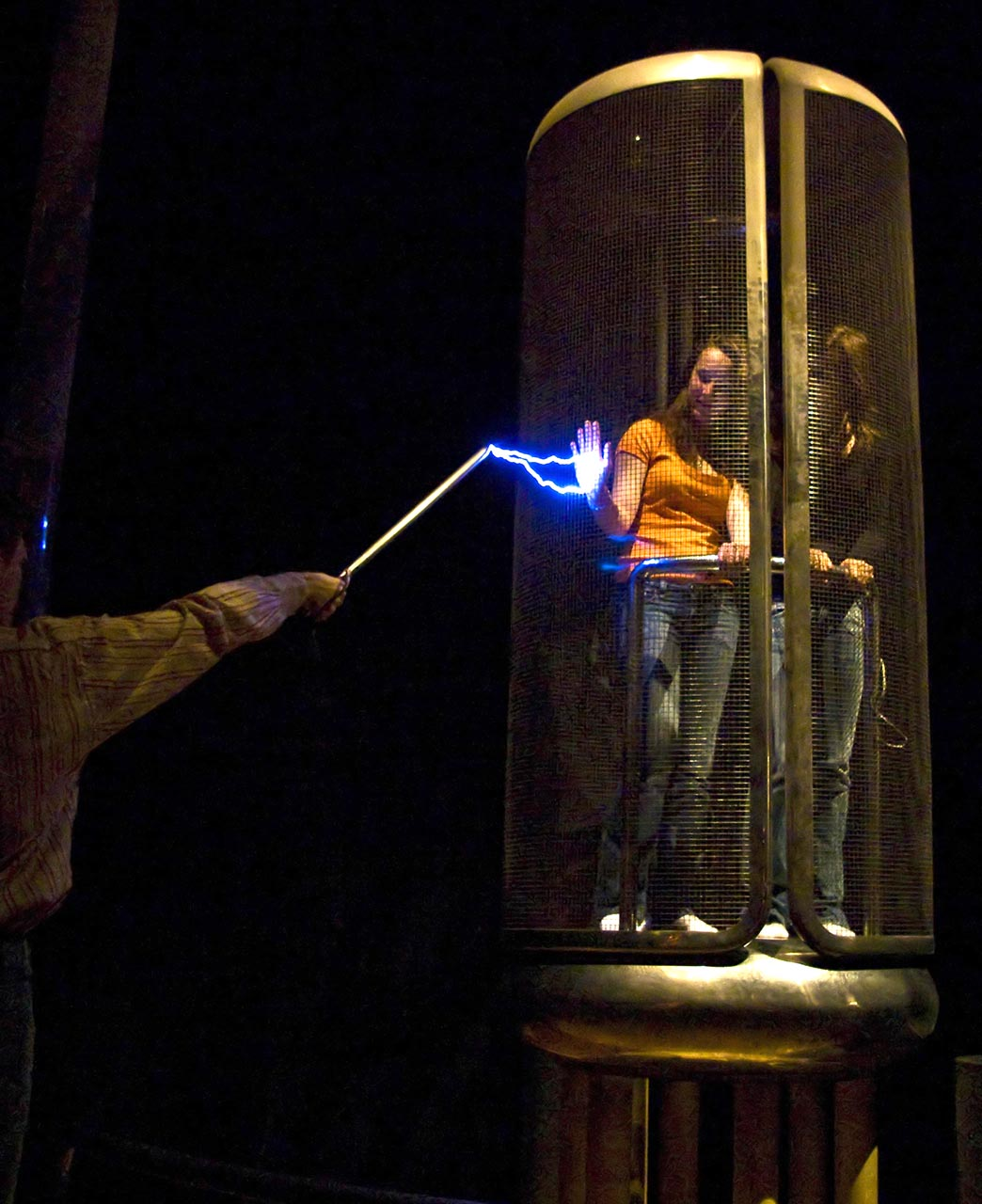
Experiment over de werking van de kooi van Faraday
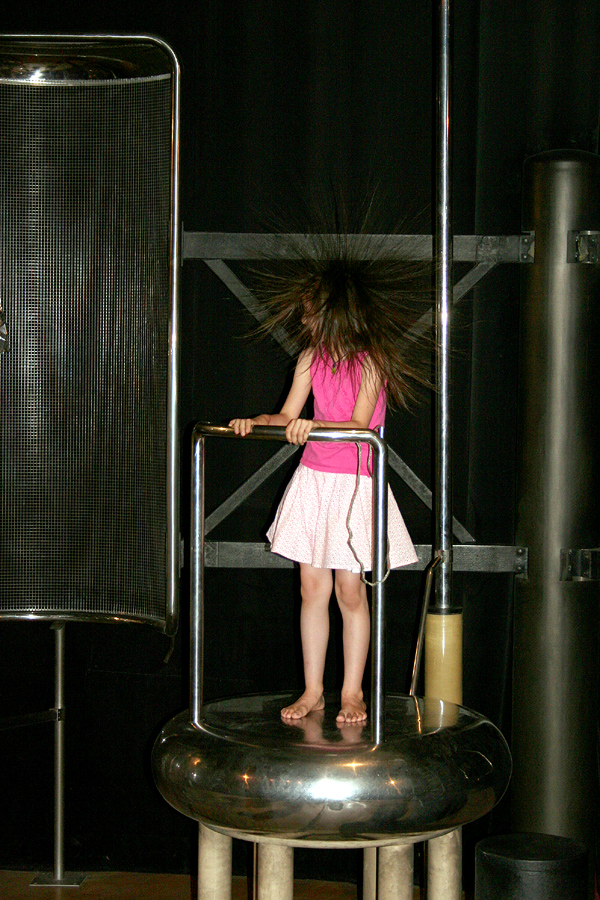
Elektrostatica
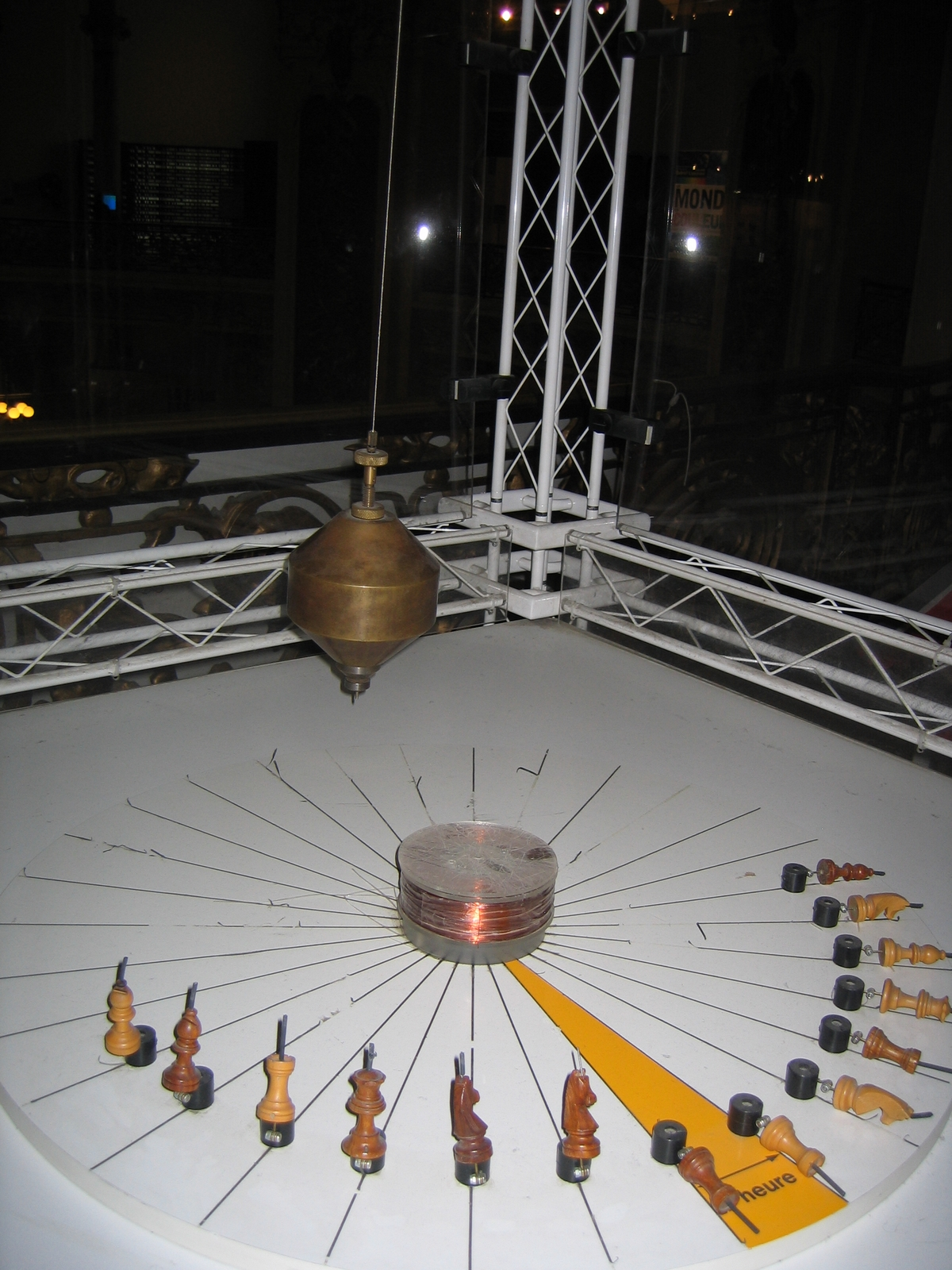
Slinger van Foucault
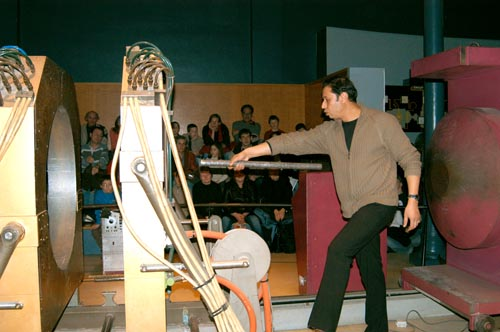
Experiment met elektromagnetisme
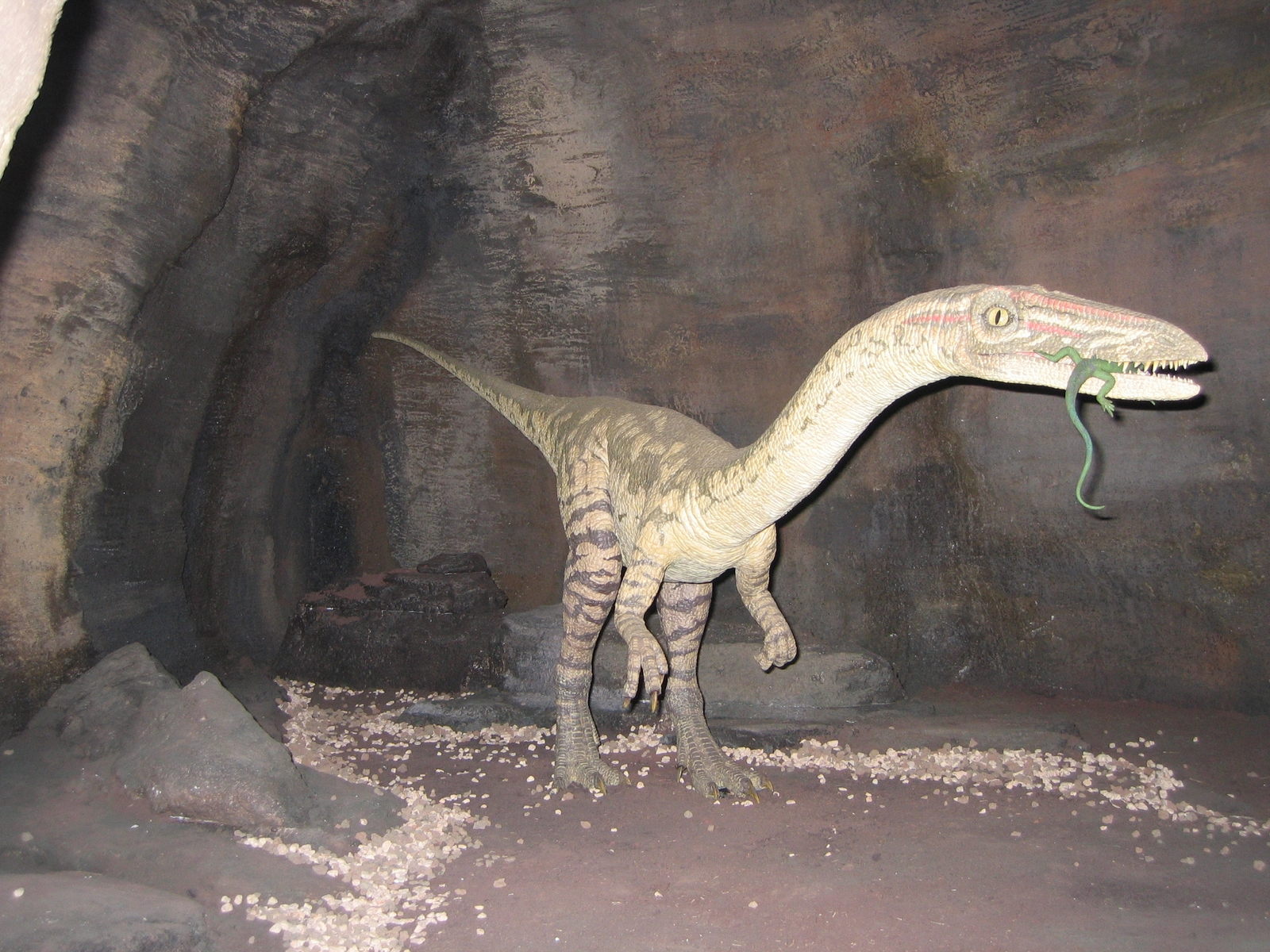
Dinosaurussen-tentoonstelling

Musée de l'Armée ·
Musée d'Art Moderne de la Ville de Paris ·
Musée Carnavalet ·
Centre Pompidou ·
Cité des sciences et de l'industrie ·
Musée de Cluny ·
Palais de la Découverte ·
Musée des Égouts de Paris ·
Musée Guimet ·
Institut du monde arabe ·
Musée Grévin ·
Musée Gustave Moreau ·
Musée Jacquemart-André ·
Musée du Louvre ·
Musée Marmottan Monet ·
Muséum national d'histoire naturelle ·
Musée de l'Orangerie ·
Musée d'Orsay ·
Petit Palais ·
Musée Picasso ·
Musée du quai Branly ·
Musée Rodin ·
Musée de la Vie romantique
Zie ook: Lijst van bezienswaardigheden in Parijs
- Bibliothèque nationale de France: cb118652491 (data)
- International Standard Name Identifier: 0000 0001 2292 0332
- Library of Congress Control Number: n50079444
- Nationale Bibliotheek van Tsjechië: xx0067657
- Nationale Bibliotheek van Israël: 987007266215005171
- Système universitaire de documentation: 026397420
- Virtual International Authority File: 140256792